# Agnès Planchais
Pour les articles homonymes, voir Planchais.
Agnès Planchais, née Agnès-Marie Richard le 16 août 1924 à Paris où elle est décédée le 6 octobre 2011, est une militante associative et féministe.

## Biographie
Son père est médecin, sa mère est d'une famille de polytechniciens. Aînée de 6 enfants, elle rencontre la JECF en 1940 au collège municipal d'Angers. Elle fait une licence d'histoire à la Sorbonne, puis une école d'édition. 
Jéciste à partir de 1945, elle est secrétaire générale adjointe de la JECF de 1946 à 1948 et rédactrice en chef de la revue Étudiantes jusqu'en 1951. En 1947, avec G. Madiot, elle crée le Centre d'échanges internationaux, un des premiers services d'échanges scolaires d'après-guerre. Elle épouse Jean Planchais en 1951. En 1951-52, elle est à la rédaction de la revue de l'École des parents. 
En 1964, elle fonde l'ADA 13, association pour le développement et l'aménagement du 13e arrondissement de Paris dont elle est vice-présidente jusqu'en 1969, et présidente de 1969 à 1972. Elle contribue à la vie du 13e, en attirant l'attention sur divers sujets : culture et loisirs, formation, lieux de culte, transports, espaces verts, vie citoyenne. En 1964, elle devient membre de l'équipe nationale urbanisme et cadre de vie de l'Union féminine civique et sociale (UFCS), membre du conseil d'administration en 1980 et vice-présidente de l'UFCS depuis 1990. A. Planchais, milite à l'ADELS depuis 1965 et siège à son conseil d'administration depuis 1979.
De 1983 à 1990, elle siège au Conseil national de la vie associative (CNVA) au titre de représentante de l’UFCS. De 1984 à 1986, elle fait partie du conseil d’administration de l’Unité pédagogique d’architecture Paris Villemin (UP 1). Puis de 1986 à 1990 elle est membre du Comité pour les relations Nationales et internationales des Associations de Jeunesse et d’Éducation Populaire (CNAJEP). De 1980 à 1995 elle est membre du conseil d’administration de l’UFCS et en 1990 elle est nommée vice-présidente du mouvement. En 1990 elle accepte la direction de la publication de la revue de l’UFCS Dialoguer, puis elle est animatrice du groupe Perspectives du mouvement. En 2001 elle est décorée Chevalier dans l’ordre de la Légion d’honneur.
Les archives d'Agnès Planchais sont conservées au Centre des Archives du Féminisme à l'université d'Angers qui en est propriétaire.

## Sources
- Guide des sources de l'histoire du féminisme de la Révolution française à nos jours.  Christine Bard, Annie Metz et Valérie Neveu. Dir., Collection Archives du Féminisme, Presses universitaires de Rennes, Rennes (2006)